# Josef Brandt
Josef Brandt, scris uneori József Brandt, (n. 1839, Păucea, România – d. 12 iunie 1912, Cluj, Austro-Ungaria) a fost un medic sas, profesor de chirurgie la Universitatea Franz Joseph din Cluj. În anul academic 1893-1894 a deținut funcția de rector al universității.

## Studiile și începutul activității profesionale
În anul 1864 a absolvit studiile medicale la Universitatea din Viena, care i-a conferit diploma de medic. Din 1865 până în 1867 a profesat ca medic militar la Viena, după care s-a stabilit la Cluj.